# Kuurne-Bruxelles-Kuurne 2023
La 75e édition de Kuurne-Bruxelles-Kuurne, une course cycliste masculine sur route, a lieu en Belgique le 26 février 2023. L'épreuve est disputée sur 193,1 kilomètres avec un départ et une arrivée à Kuurne. Elle fait partie du calendrier UCI ProSeries 2023 (deuxième niveau mondial) en catégorie 1.Pro. 

## Équipes participantes
Vingt-cinq équipes participent à cette course : dix-sept WorldTeams et huit ProTeams.
| WorldTeams (17)- AG2R Citroën Team - Alpecin-Deceuninck - Astana Qazaqstan Team - Bora-Hansgrohe - Cofidis - Groupama-FDJ - Ineos Grenadiers - Intermarché-Circus-Wanty - Jumbo-Visma - Movistar Team - Soudal Quick-Step - Arkéa-Samsic - Team DSM - Team Jayco AlUla - Trek-Segafredo - UAE Team Emirates - Bahrain Victorious ProTeams (8)- Uno-X Pro Cycling Team - Team Flanders-Baloise - Bingoal WB - Lotto Dstny - TotalEnergies - Human Powered Health - Israel-Premier Tech - Q36.5 Pro Cycling Team |
| |

## Parcours
| Mont | Nom                | Km | Revêtement | Longueur (m) | Pente moyenne | Pente maxi | Km de l'arrivée |
| ---- | ------------------ | -- | ---------- | ------------ | ------------- | ---------- | --------------- |
| 1    | Tiegemberg         |    | asphalte   | 750          | 5 %           | 9 %        |                 |
| 2    | Kattenberg         |    | asphalte   | 900          | 5,6 %         | 10,3 %     |                 |
| 3    | Boembeek           | 59 | asphalte   | 1 100        | 4,7 %         |            |                 |
| 4    | Bossenaarberg (nl) |    | asphalte   | 1 300        | 5,6 %         |            |                 |
| 5    | Berg Ten Houte     |    | pavé       | 1 100        | 6,2 %         | 13 %       |                 |
| 6    | La Houppe          |    | asphalte   | 1 600        | 6,4 %         | 14,4 %     |                 |
| 7    | Hameau des Papins  |    | asphalte   | 1 200        | 6,6 %         | 16,2 %     |                 |
| 8    | Le Bourliquet      |    | asphalte   | 1 300        | 6,8 %         | 15,3 %     |                 |
| 9    | Mont Saint-Laurent |    | pavé       | 1 200        | 7,8 %         | 17 %       |                 |
| 10   | Kruisberg          |    | pavé       | 1 875        | 4,8 %         | 9 %        |                 |
| 11   | Hottond            |    | asphalte   | 2 700        | 3,1 %         | 7,5 %      |                 |
| 12   | Côte de Trieu      |    | asphalte   | 1 260        | 7 %           | 13 %       |                 |
| 13   | Mont de l'Enclus   |    | asphalte   | 1 100        | 6,3 %         | 11 %       |                 |

## Favoris
Les sprinteurs sont présentés comme favoris : les Belges Arnaud De Lie (Lotto Dstny), bien que blessé au genou la veille lors du Circuit Het Nieuwsblad où il termine deuxième, Jasper Philipsen (Alpecin Deceuninck) et Jordi Meeus (Bora Hansgrohe), le Norvégien Alexander Kristoff (Uno X), le Néerlandais Fabio Jakobsen (Soudal Quick-Step), l'Italien Giacomo Nizzolo (Israel Premier Tech) et le Français Bryan Coquard (Cofidis).

## Déroulement de la course
Une échappée de cinq coureurs se dessine à 75 km de l’arrivée. Elle est formée des Belges Tiesj Benoot, Nathan Van Hooydonck (Jumbo Visma) et Tim Wellens (UAE Emirates), du Slovène Matej Mohorič et du Néerlandais Taco van der Hoorn (Intermarché Circus Wanty). Gardant une avance constante descendant rarement sous la minute sur un peloton d'une petite quarantaine d'hommes, les cinq fuyards se disputent la victoire. Jouant le jeu d'équipe, Tiesj Benoot attaque dans les derniers hectomètres et franchit la ligne d'arrivée en vainqueur devant son coéquipier Van Hooydonck, réalisant ainsi un doublé pour l'équipe Jumbo-Visma.

## Classements

### Classement final
| \| Classement général \| Classement général \| Classement général \| Classement général \| Classement général \| \| Coureur \| Coureur \| Pays \| Équipe \| Temps \| \| ------------------ \| -------------------- \| ------------------ \| ------------------------ \| ------------------ \| \| 1er \| Tiesj Benoot \| Belgique \| Jumbo-Visma \| 4 h 32 min 25 s \| \| 2e \| Nathan Van Hooydonck \| Belgique \| Jumbo-Visma \| + 1 s \| \| 3e \| Matej Mohorič \| Slovénie \| Bahrain Victorious \| + 1 s \| \| 4e \| Taco van der Hoorn \| Pays-Bas \| Intermarché-Circus-Wanty \| + 1 s \| \| 5e \| Tim Wellens \| Belgique \| UAE Team Emirates \| + 1 s \| \| 6e \| Christophe Laporte \| France \| Jumbo-Visma \| + 43 s \| \| 7e \| Arnaud De Lie \| Belgique \| Lotto Dstny \| + 43 s \| \| 8e \| Jordi Meeus \| Belgique \| Bora-Hansgrohe \| + 43 s \| \| 9e \| Fabio Jakobsen \| Pays-Bas \| Soudal Quick-Step \| + 43 s \| \| 10e \| Jasper Stuyven \| Belgique \| Trek-Segafredo \| + 43 s \| |                      |          |                          |                 |
| |                      |          |                          |                 |
| Source : ProCyclingStats |                      |          |                          |                 |
| Classement général |                      |          |                          |                 |
| Coureur | Coureur              | Pays     | Équipe                   | Temps           |
| 1er | Tiesj Benoot         | Belgique | Jumbo-Visma              | 4 h 32 min 25 s |
| 2e | Nathan Van Hooydonck | Belgique | Jumbo-Visma              | + 1 s           |
| 3e | Matej Mohorič        | Slovénie | Bahrain Victorious       | + 1 s           |
| 4e | Taco van der Hoorn   | Pays-Bas | Intermarché-Circus-Wanty | + 1 s           |
| 5e | Tim Wellens          | Belgique | UAE Team Emirates        | + 1 s           |
| 6e | Christophe Laporte   | France   | Jumbo-Visma              | + 43 s          |
| 7e | Arnaud De Lie        | Belgique | Lotto Dstny              | + 43 s          |
| 8e | Jordi Meeus          | Belgique | Bora-Hansgrohe           | + 43 s          |
| 9e | Fabio Jakobsen       | Pays-Bas | Soudal Quick-Step        | + 43 s          |
| 10e | Jasper Stuyven       | Belgique | Trek-Segafredo           | + 43 s          |

### Classements UCI
La course attribue des points au Classement mondial UCI 2023 selon le barème suivant.
| Position           | 1er | 2e  | 3e  | 4e  | 5e | 6e | 7e | 8e | 9e | 10e | 11e | 12e | 13e | 14e | 15e | 16e à 30e | 31e à 40e |
| Classement général | 200 | 150 | 125 | 100 | 85 | 70 | 60 | 50 | 40 | 35  | 30  | 25  | 20  | 15  | 10  | 5         | 3         |

## Liste de participants
| Soudal Quick-Step SOQ | Soudal Quick-Step SOQ          | Soudal Quick-Step SOQ |
| --------------------- | ------------------------------ | --------------------- |
| Num                   | Coureur                        | Pos                   |
| 1                     | Fabio Jakobsen (NED) (route)   | 9e                    |
| 2                     | Jannik Steimle (GER)           | AB                    |
| 3                     | Davide Ballerini (ITA)         | 36e                   |
| 4                     | Yves Lampaert (BEL)            | 76e                   |
| 5                     | Casper Pedersen (DEN)          | AB                    |
| 6                     | Florian Sénéchal (FRA) (route) | 40e                   |
| 7                     | Stan Van Tricht (BEL)          | AB                    |

| Jumbo-Visma TJV | Jumbo-Visma TJV            | Jumbo-Visma TJV |
| --------------- | -------------------------- | --------------- |
| Num             | Coureur                    | Pos             |
| 11              | Dylan van Baarle (NED)     | 35e             |
| 12              | Tiesj Benoot (BEL)         | 1er             |
| 13              | Edoardo Affini (ITA)       | AB              |
| 14              | Christophe Laporte (FRA)   | 6e              |
| 15              | Jan Tratnik (SLO)          | 34e             |
| 16              | Nathan Van Hooydonck (BEL) | 2e              |
| 17              | Per Strand Hagenes (NOR)   | 92e             |

| Trek-Segafredo TFS | Trek-Segafredo TFS      | Trek-Segafredo TFS |
| ------------------ | ----------------------- | ------------------ |
| Num                | Coureur                 | Pos                |
| 21                 | Jasper Stuyven (BEL)    | 10e                |
| 22                 | Filippo Baroncini (ITA) | AB                 |
| 23                 | Alex Kirsch (LUX)       | 27e                |
| 24                 | Bauke Mollema (NED)     | 90e                |
| 25                 | Jacopo Mosca (ITA)      | 89e                |
| 26                 | Toms Skujiņš (LAT)      | 23e                |
| 27                 | Mathias Vacek (CZE)     | AB                 |

| Bora-Hansgrohe BOH | Bora-Hansgrohe BOH        | Bora-Hansgrohe BOH |
| ------------------ | ------------------------- | ------------------ |
| Num                | Coureur                   | Pos                |
| 31                 | Nico Denz (GER)           | AB                 |
| 32                 | Marco Haller (AUT)        | 53e                |
| 33                 | Jonas Koch (GER)          | 62e                |
| 34                 | Luis-Joe Lührs (GER)      | 57e                |
| 35                 | Jordi Meeus (BEL)         | 8e                 |
| 36                 | Nils Politt (GER) (route) | 54e                |
| 37                 | Ide Schelling (NED)       | 87e                |

| Arkéa-Samsic ARK | Arkéa-Samsic ARK      | Arkéa-Samsic ARK |
| ---------------- | --------------------- | ---------------- |
| Num              | Coureur               | Pos              |
| 41               | David Dekker (NED)    | AB               |
| 42               | Daniel McLay (GBR)    | 80e              |
| 43               | Alan Riou (FRA)       | 72e              |
| 44               | Clément Russo (FRA)   | AB               |
| 45               | Kévin Ledanois (FRA)  | AB               |
| 46               | Luca Mozzato (ITA)    | 15e              |
| 47               | Donavan Grondin (FRA) | AB               |

| AG2R Citroën Team ACT | AG2R Citroën Team ACT     | AG2R Citroën Team ACT |
| --------------------- | ------------------------- | --------------------- |
| Num                   | Coureur                   | Pos                   |
| 51                    | Greg Van Avermaet (BEL)   | 81e                   |
| 52                    | Lawrence Naesen (BEL)     | 96e                   |
| 53                    | Oliver Naesen (BEL)       | 79e                   |
| 54                    | Valentin Retailleau (FRA) | AB                    |
| 55                    | Michael Schär (SUI)       | 84e                   |
| 56                    | Bastien Tronchon (FRA)    | AB                    |
| 57                    | Pierre Gautherat (FRA)    | 93e                   |

| Bahrain Victorious TBV | Bahrain Victorious TBV | Bahrain Victorious TBV |
| ---------------------- | ---------------------- | ---------------------- |
| Num                    | Coureur                | Pos                    |
| 61                     | Jonathan Milan (ITA)   | 12e                    |
| 62                     | Filip Maciejuk (POL)   | 45e                    |
| 63                     | Matej Mohorič (SLO)    | 3e                     |
| 64                     | Andrea Pasqualon (ITA) | 31e                    |
| 65                     | Fred Wright (GBR)      | 37e                    |
| 66                     | Dušan Rajović (SRB)    | AB                     |
| 67                     | Cameron Scott (AUS)    | AB                     |

| Intermarché-Circus-Wanty ICW | Intermarché-Circus-Wanty ICW | Intermarché-Circus-Wanty ICW |
| ---------------------------- | ---------------------------- | ---------------------------- |
| Num                          | Coureur                      | Pos                          |
| 71                           | Niccolò Bonifazio (ITA)      | AB                           |
| 72                           | Dries De Pooter (BEL)        | 58e                          |
| 73                           | Rune Herregodts (BEL)        | AB                           |
| 74                           | Arne Marit (BEL)             | 50e                          |
| 75                           | Madis Mihkels (EST)          | AB                           |
| 76                           | Baptiste Planckaert (BEL)    | AB                           |
| 77                           | Taco van der Hoorn (NED)     | 4e                           |

| Alpecin-Deceuninck ADC | Alpecin-Deceuninck ADC | Alpecin-Deceuninck ADC |
| ---------------------- | ---------------------- | ---------------------- |
| Num                    | Coureur                | Pos                    |
| 81                     | Jasper Philipsen (BEL) | AB                     |
| 82                     | Samuel Gaze (NZL)      | AB                     |
| 83                     | Kaden Groves (AUS)     | 14e                    |
| 84                     | Robbe Ghys (BEL)       | AB                     |
| 85                     | Silvan Dillier (SUI)   | AB                     |
| 86                     | Axel Laurance (FRA)    | 82e                    |
| 87                     | Timo Kielich (BEL)     | 91e                    |

| Groupama-FDJ GFC | Groupama-FDJ GFC      | Groupama-FDJ GFC |
| ---------------- | --------------------- | ---------------- |
| Num              | Coureur               | Pos              |
| 91               | Lewis Askey (GBR)     | 60e              |
| 92               | Olivier Le Gac (FRA)  | 19e              |
| 93               | Fabian Lienhard (SUI) | 68e              |
| 94               | Paul Penhoët (FRA)    | AB               |
| 95               | Miles Scotson (AUS)   | AB               |
| 96               | Jake Stewart (GBR)    | AB               |
| 97               | Samuel Watson (GBR)   | 18e              |

| UAE Team Emirates UAD | UAE Team Emirates UAD  | UAE Team Emirates UAD |
| --------------------- | ---------------------- | --------------------- |
| Num                   | Coureur                | Pos                   |
| 101                   | Pascal Ackermann (GER) | 30e                   |
| 102                   | Sjoerd Bax (NED)       | 86e                   |
| 104                   | Rui Oliveira (POR)     | 20e                   |
| 105                   | Matteo Trentin (ITA)   | AB                    |
| 106                   | Michael Vink (NZL)     | AB                    |
| 107                   | Tim Wellens (BEL)      | 5e                    |

| Astana Qazaqstan Team AST | Astana Qazaqstan Team AST | Astana Qazaqstan Team AST |
| ------------------------- | ------------------------- | ------------------------- |
| Num                       | Coureur                   | Pos                       |
| 111                       | Leonardo Basso (ITA)      | AB                        |
| 113                       | Manuele Boaro (ITA)       | AB                        |
| 114                       | Yevgeniy Gidich (KAZ)     | AB                        |
| 115                       | Yevgeniy Fedorov (KAZ)    | 83e                       |
| 116                       | Martin Laas (EST)         | AB                        |
| 117                       | Gleb Syritsa              | AB                        |

| Team DSM DSM | Team DSM DSM          | Team DSM DSM |
| ------------ | --------------------- | ------------ |
| Num          | Coureur               | Pos          |
| 121          | Patrick Bevin (NZL)   | AB           |
| 122          | Alberto Dainese (ITA) | AB           |
| 123          | Nils Eekhoff (NED)    | AB           |
| 124          | Leon Heinschke (GER)  | AB           |
| 125          | Sean Flynn (GBR)      | 25e          |
| 126          | Tim Naberman (NED)    | 56e          |
| 127          | Casper van Uden (NED) | 46e          |

| Ineos Grenadiers IGD | Ineos Grenadiers IGD     | Ineos Grenadiers IGD |
| -------------------- | ------------------------ | -------------------- |
| Num                  | Coureur                  | Pos                  |
| 131                  | Brandon Rivera (COL)     | 78e                  |
| 132                  | Michał Kwiatkowski (POL) | AB                   |
| 134                  | Luke Rowe (GBR)          | AB                   |
| 135                  | Magnus Sheffield (USA)   | 24e                  |
| 136                  | Connor Swift (GBR)       | 38e                  |

| Lotto Dstny LTD | Lotto Dstny LTD          | Lotto Dstny LTD |
| --------------- | ------------------------ | --------------- |
| Num             | Coureur                  | Pos             |
| 141             | Arnaud De Lie (BEL)      | 7e              |
| 142             | Frederik Frison (BEL)    | 73e             |
| 143             | Arjen Livyns (BEL)       | 70e             |
| 144             | Mathijs Paasschens (NED) | 74e             |
| 145             | Liam Slock (BEL)         | AB              |
| 146             | Brent Van Moer (BEL)     | 39e             |
| 147             | Florian Vermeersch (BEL) | 32e             |

| Cofidis COF | Cofidis COF            | Cofidis COF |
| ----------- | ---------------------- | ----------- |
| Num         | Coureur                | Pos         |
| 151         | Bryan Coquard (FRA)    | 22e         |
| 152         | Piet Allegaert (BEL)   | 13e         |
| 153         | André Carvalho (POR)   | 59e         |
| 154         | Christophe Noppe (BEL) | 75e         |
| 155         | Alexis Renard (FRA)    | 28e         |
| 156         | Jelle Wallays (BEL)    | 77e         |
| 157         | Max Walscheid (GER)    | 42e         |

| TotalEnergies TEN | TotalEnergies TEN          | TotalEnergies TEN |
| ----------------- | -------------------------- | ----------------- |
| Num               | Coureur                    | Pos               |
| 161               | Peter Sagan (SVK) (route)  | 33e               |
| 162               | Lorrenzo Manzin (FRA)      | AB                |
| 163               | Daniel Oss (ITA)           | AB                |
| 164               | Edvald Boasson Hagen (NOR) | 48e               |
| 165               | Jason Tesson (FRA)         | AB                |
| 166               | Anthony Turgis (FRA)       | 95e               |
| 167               | Dries Van Gestel (BEL)     | 17e               |

| Team Jayco AlUla JAY | Team Jayco AlUla JAY          | Team Jayco AlUla JAY |
| -------------------- | ----------------------------- | -------------------- |
| Num                  | Coureur                       | Pos                  |
| 171                  | Alexandre Balmer (SUI)        | AB                   |
| 172                  | Christopher Juul Jensen (DEN) | 66e                  |
| 173                  | Luke Durbridge (AUS)          | NP                   |
| 174                  | Felix Engelhardt (GER)        | AB                   |
| 175                  | Kelland O'Brien (AUS)         | AB                   |
| 176                  | Lukas Pöstlberger (AUT)       | AB                   |
| 177                  | Zdeněk Štybar (CZE)           | 85e                  |

| Movistar Team MOV | Movistar Team MOV         | Movistar Team MOV |
| ----------------- | ------------------------- | ----------------- |
| Num               | Coureur                   | Pos               |
| 181               | Iván García Cortina (ESP) | 11e               |
| 182               | Imanol Erviti (ESP)       | 64e               |
| 183               | Matteo Jorgenson (USA)    | 65e               |
| 184               | Max Kanter (GER)          | 69e               |
| 185               | Lluís Mas (ESP)           | 71e               |
| 186               | Mathias Norsgaard (DEN)   | AB                |
| 187               | Iván Romeo (ESP)          | AB                |

| Team Flanders-Baloise TFB | Team Flanders-Baloise TFB | Team Flanders-Baloise TFB |
| ------------------------- | ------------------------- | ------------------------- |
| Num                       | Coureur                   | Pos                       |
| 191                       | Ruben Apers (BEL)         | AB                        |
| 192                       | Toon Clynhens (BEL)       | AB                        |
| 193                       | Gilles De Wilde (BEL)     | 26e                       |
| 194                       | Milan Fretin (BEL)        | AB                        |
| 195                       | Alex Colman (BEL)         | AB                        |
| 196                       | Elias Maris (BEL)         | 51e                       |
| 197                       | Ward Vanhoof (BEL)        | 52e                       |

| Israel-Premier Tech IPT | Israel-Premier Tech IPT | Israel-Premier Tech IPT |
| ----------------------- | ----------------------- | ----------------------- |
| Num                     | Coureur                 | Pos                     |
| 201                     | Guillaume Boivin (CAN)  | AB                      |
| 202                     | Giacomo Nizzolo (ITA)   | 41e                     |
| 203                     | Jens Reynders (BEL)     | AB                      |
| 204                     | Guy Sagiv (ISR)         | AB                      |
| 205                     | Tom Van Asbroeck (BEL)  | 44e                     |
| 206                     | Sep Vanmarcke (BEL)     | 16e                     |
| 207                     | Rick Zabel (GER)        | AB                      |

| Uno-X Pro Cycling Team UXT | Uno-X Pro Cycling Team UXT  | Uno-X Pro Cycling Team UXT |
| -------------------------- | --------------------------- | -------------------------- |
| Num                        | Coureur                     | Pos                        |
| 211                        | Alexander Kristoff (NOR)    | 43e                        |
| 212                        | Rasmus Tiller (NOR) (route) | 67e                        |
| 213                        | Kristoffer Halvorsen (NOR)  | 47e                        |
| 214                        | Anders Skaarseth (NOR)      | 21e                        |
| 215                        | Erik Nordsæter Resell (NOR) | 49e                        |
| 216                        | Louis Bendixen (DEN)        | AB                         |
| 217                        | Søren Wærenskjold (NOR)     | AB                         |

| Bingoal WB BWB | Bingoal WB BWB                 | Bingoal WB BWB |
| -------------- | ------------------------------ | -------------- |
| Num            | Coureur                        | Pos            |
| 221            | Louis Blouwe (BEL)             | AB             |
| 222            | Rémy Mertz (BEL)               | 63e            |
| 223            | Karl Patrick Lauk (EST)        | AB             |
| 224            | Matteo Malucelli (ITA)         | AB             |
| 225            | Alexander Salby (DEN)          | AB             |
| 226            | Nathan Vandepitte (FRA)        | AB             |
| 227            | Guillaume Van Keirsbulck (BEL) | 55e            |

| Q36.5 Pro Cycling Team Q36 | Q36.5 Pro Cycling Team Q36 | Q36.5 Pro Cycling Team Q36 |
| -------------------------- | -------------------------- | -------------------------- |
| Num                        | Coureur                    | Pos                        |
| 231                        | Antonio Puppio (ITA)       | 94e                        |
| 232                        | Jack Bauer (NZL)           | AB                         |
| 233                        | Kamil Małecki (POL)        | AB                         |
| 234                        | Matteo Moschetti (ITA)     | AB                         |
| 235                        | Alessandro Fedeli (ITA)    | AB                         |
| 236                        | Tobias Ludvigsson (SWE)    | 88e                        |
| 237                        | Filippo Colombo (SUI)      | 29e                        |

| Human Powered Health HPM | Human Powered Health HPM    | Human Powered Health HPM |
| ------------------------ | --------------------------- | ------------------------ |
| Num                      | Coureur                     | Pos                      |
| 241                      | Stanisław Aniołkowski (POL) | 61e                      |
| 242                      | Alan Banaszek (POL)         | AB                       |
| 243                      | Matthew Gibson (GBR)        | AB                       |
| 244                      | August Jensen (NOR)         | AB                       |
| 245                      | Benjamin Perry (CAN)        | AB                       |
| 246                      | Sasha Weemaes (BEL)         | AB                       |
| 247                      | Stephen Bassett (USA)       | AB                       |

| Soudal Quick-Step SOQ | Soudal Quick-Step SOQ          | Soudal Quick-Step SOQ |
| --------------------- | ------------------------------ | --------------------- |
| Num                   | Coureur                        | Pos                   |
| 1                     | Fabio Jakobsen (NED) (route)   | 9e                    |
| 2                     | Jannik Steimle (GER)           | AB                    |
| 3                     | Davide Ballerini (ITA)         | 36e                   |
| 4                     | Yves Lampaert (BEL)            | 76e                   |
| 5                     | Casper Pedersen (DEN)          | AB                    |
| 6                     | Florian Sénéchal (FRA) (route) | 40e                   |
| 7                     | Stan Van Tricht (BEL)          | AB                    |

| Jumbo-Visma TJV | Jumbo-Visma TJV            | Jumbo-Visma TJV |
| --------------- | -------------------------- | --------------- |
| Num             | Coureur                    | Pos             |
| 11              | Dylan van Baarle (NED)     | 35e             |
| 12              | Tiesj Benoot (BEL)         | 1er             |
| 13              | Edoardo Affini (ITA)       | AB              |
| 14              | Christophe Laporte (FRA)   | 6e              |
| 15              | Jan Tratnik (SLO)          | 34e             |
| 16              | Nathan Van Hooydonck (BEL) | 2e              |
| 17              | Per Strand Hagenes (NOR)   | 92e             |

| Trek-Segafredo TFS | Trek-Segafredo TFS      | Trek-Segafredo TFS |
| ------------------ | ----------------------- | ------------------ |
| Num                | Coureur                 | Pos                |
| 21                 | Jasper Stuyven (BEL)    | 10e                |
| 22                 | Filippo Baroncini (ITA) | AB                 |
| 23                 | Alex Kirsch (LUX)       | 27e                |
| 24                 | Bauke Mollema (NED)     | 90e                |
| 25                 | Jacopo Mosca (ITA)      | 89e                |
| 26                 | Toms Skujiņš (LAT)      | 23e                |
| 27                 | Mathias Vacek (CZE)     | AB                 |

| Bora-Hansgrohe BOH | Bora-Hansgrohe BOH        | Bora-Hansgrohe BOH |
| ------------------ | ------------------------- | ------------------ |
| Num                | Coureur                   | Pos                |
| 31                 | Nico Denz (GER)           | AB                 |
| 32                 | Marco Haller (AUT)        | 53e                |
| 33                 | Jonas Koch (GER)          | 62e                |
| 34                 | Luis-Joe Lührs (GER)      | 57e                |
| 35                 | Jordi Meeus (BEL)         | 8e                 |
| 36                 | Nils Politt (GER) (route) | 54e                |
| 37                 | Ide Schelling (NED)       | 87e                |

| Arkéa-Samsic ARK | Arkéa-Samsic ARK      | Arkéa-Samsic ARK |
| ---------------- | --------------------- | ---------------- |
| Num              | Coureur               | Pos              |
| 41               | David Dekker (NED)    | AB               |
| 42               | Daniel McLay (GBR)    | 80e              |
| 43               | Alan Riou (FRA)       | 72e              |
| 44               | Clément Russo (FRA)   | AB               |
| 45               | Kévin Ledanois (FRA)  | AB               |
| 46               | Luca Mozzato (ITA)    | 15e              |
| 47               | Donavan Grondin (FRA) | AB               |

| AG2R Citroën Team ACT | AG2R Citroën Team ACT     | AG2R Citroën Team ACT |
| --------------------- | ------------------------- | --------------------- |
| Num                   | Coureur                   | Pos                   |
| 51                    | Greg Van Avermaet (BEL)   | 81e                   |
| 52                    | Lawrence Naesen (BEL)     | 96e                   |
| 53                    | Oliver Naesen (BEL)       | 79e                   |
| 54                    | Valentin Retailleau (FRA) | AB                    |
| 55                    | Michael Schär (SUI)       | 84e                   |
| 56                    | Bastien Tronchon (FRA)    | AB                    |
| 57                    | Pierre Gautherat (FRA)    | 93e                   |

| Bahrain Victorious TBV | Bahrain Victorious TBV | Bahrain Victorious TBV |
| ---------------------- | ---------------------- | ---------------------- |
| Num                    | Coureur                | Pos                    |
| 61                     | Jonathan Milan (ITA)   | 12e                    |
| 62                     | Filip Maciejuk (POL)   | 45e                    |
| 63                     | Matej Mohorič (SLO)    | 3e                     |
| 64                     | Andrea Pasqualon (ITA) | 31e                    |
| 65                     | Fred Wright (GBR)      | 37e                    |
| 66                     | Dušan Rajović (SRB)    | AB                     |
| 67                     | Cameron Scott (AUS)    | AB                     |

| Intermarché-Circus-Wanty ICW | Intermarché-Circus-Wanty ICW | Intermarché-Circus-Wanty ICW |
| ---------------------------- | ---------------------------- | ---------------------------- |
| Num                          | Coureur                      | Pos                          |
| 71                           | Niccolò Bonifazio (ITA)      | AB                           |
| 72                           | Dries De Pooter (BEL)        | 58e                          |
| 73                           | Rune Herregodts (BEL)        | AB                           |
| 74                           | Arne Marit (BEL)             | 50e                          |
| 75                           | Madis Mihkels (EST)          | AB                           |
| 76                           | Baptiste Planckaert (BEL)    | AB                           |
| 77                           | Taco van der Hoorn (NED)     | 4e                           |

| Alpecin-Deceuninck ADC | Alpecin-Deceuninck ADC | Alpecin-Deceuninck ADC |
| ---------------------- | ---------------------- | ---------------------- |
| Num                    | Coureur                | Pos                    |
| 81                     | Jasper Philipsen (BEL) | AB                     |
| 82                     | Samuel Gaze (NZL)      | AB                     |
| 83                     | Kaden Groves (AUS)     | 14e                    |
| 84                     | Robbe Ghys (BEL)       | AB                     |
| 85                     | Silvan Dillier (SUI)   | AB                     |
| 86                     | Axel Laurance (FRA)    | 82e                    |
| 87                     | Timo Kielich (BEL)     | 91e                    |

| Groupama-FDJ GFC | Groupama-FDJ GFC      | Groupama-FDJ GFC |
| ---------------- | --------------------- | ---------------- |
| Num              | Coureur               | Pos              |
| 91               | Lewis Askey (GBR)     | 60e              |
| 92               | Olivier Le Gac (FRA)  | 19e              |
| 93               | Fabian Lienhard (SUI) | 68e              |
| 94               | Paul Penhoët (FRA)    | AB               |
| 95               | Miles Scotson (AUS)   | AB               |
| 96               | Jake Stewart (GBR)    | AB               |
| 97               | Samuel Watson (GBR)   | 18e              |

| UAE Team Emirates UAD | UAE Team Emirates UAD  | UAE Team Emirates UAD |
| --------------------- | ---------------------- | --------------------- |
| Num                   | Coureur                | Pos                   |
| 101                   | Pascal Ackermann (GER) | 30e                   |
| 102                   | Sjoerd Bax (NED)       | 86e                   |
| 104                   | Rui Oliveira (POR)     | 20e                   |
| 105                   | Matteo Trentin (ITA)   | AB                    |
| 106                   | Michael Vink (NZL)     | AB                    |
| 107                   | Tim Wellens (BEL)      | 5e                    |

| Astana Qazaqstan Team AST | Astana Qazaqstan Team AST | Astana Qazaqstan Team AST |
| ------------------------- | ------------------------- | ------------------------- |
| Num                       | Coureur                   | Pos                       |
| 111                       | Leonardo Basso (ITA)      | AB                        |
| 113                       | Manuele Boaro (ITA)       | AB                        |
| 114                       | Yevgeniy Gidich (KAZ)     | AB                        |
| 115                       | Yevgeniy Fedorov (KAZ)    | 83e                       |
| 116                       | Martin Laas (EST)         | AB                        |
| 117                       | Gleb Syritsa              | AB                        |

| Team DSM DSM | Team DSM DSM          | Team DSM DSM |
| ------------ | --------------------- | ------------ |
| Num          | Coureur               | Pos          |
| 121          | Patrick Bevin (NZL)   | AB           |
| 122          | Alberto Dainese (ITA) | AB           |
| 123          | Nils Eekhoff (NED)    | AB           |
| 124          | Leon Heinschke (GER)  | AB           |
| 125          | Sean Flynn (GBR)      | 25e          |
| 126          | Tim Naberman (NED)    | 56e          |
| 127          | Casper van Uden (NED) | 46e          |

| Ineos Grenadiers IGD | Ineos Grenadiers IGD     | Ineos Grenadiers IGD |
| -------------------- | ------------------------ | -------------------- |
| Num                  | Coureur                  | Pos                  |
| 131                  | Brandon Rivera (COL)     | 78e                  |
| 132                  | Michał Kwiatkowski (POL) | AB                   |
| 134                  | Luke Rowe (GBR)          | AB                   |
| 135                  | Magnus Sheffield (USA)   | 24e                  |
| 136                  | Connor Swift (GBR)       | 38e                  |

| Lotto Dstny LTD | Lotto Dstny LTD          | Lotto Dstny LTD |
| --------------- | ------------------------ | --------------- |
| Num             | Coureur                  | Pos             |
| 141             | Arnaud De Lie (BEL)      | 7e              |
| 142             | Frederik Frison (BEL)    | 73e             |
| 143             | Arjen Livyns (BEL)       | 70e             |
| 144             | Mathijs Paasschens (NED) | 74e             |
| 145             | Liam Slock (BEL)         | AB              |
| 146             | Brent Van Moer (BEL)     | 39e             |
| 147             | Florian Vermeersch (BEL) | 32e             |

| Cofidis COF | Cofidis COF            | Cofidis COF |
| ----------- | ---------------------- | ----------- |
| Num         | Coureur                | Pos         |
| 151         | Bryan Coquard (FRA)    | 22e         |
| 152         | Piet Allegaert (BEL)   | 13e         |
| 153         | André Carvalho (POR)   | 59e         |
| 154         | Christophe Noppe (BEL) | 75e         |
| 155         | Alexis Renard (FRA)    | 28e         |
| 156         | Jelle Wallays (BEL)    | 77e         |
| 157         | Max Walscheid (GER)    | 42e         |

| TotalEnergies TEN | TotalEnergies TEN          | TotalEnergies TEN |
| ----------------- | -------------------------- | ----------------- |
| Num               | Coureur                    | Pos               |
| 161               | Peter Sagan (SVK) (route)  | 33e               |
| 162               | Lorrenzo Manzin (FRA)      | AB                |
| 163               | Daniel Oss (ITA)           | AB                |
| 164               | Edvald Boasson Hagen (NOR) | 48e               |
| 165               | Jason Tesson (FRA)         | AB                |
| 166               | Anthony Turgis (FRA)       | 95e               |
| 167               | Dries Van Gestel (BEL)     | 17e               |

| Team Jayco AlUla JAY | Team Jayco AlUla JAY          | Team Jayco AlUla JAY |
| -------------------- | ----------------------------- | -------------------- |
| Num                  | Coureur                       | Pos                  |
| 171                  | Alexandre Balmer (SUI)        | AB                   |
| 172                  | Christopher Juul Jensen (DEN) | 66e                  |
| 173                  | Luke Durbridge (AUS)          | NP                   |
| 174                  | Felix Engelhardt (GER)        | AB                   |
| 175                  | Kelland O'Brien (AUS)         | AB                   |
| 176                  | Lukas Pöstlberger (AUT)       | AB                   |
| 177                  | Zdeněk Štybar (CZE)           | 85e                  |

| Movistar Team MOV | Movistar Team MOV         | Movistar Team MOV |
| ----------------- | ------------------------- | ----------------- |
| Num               | Coureur                   | Pos               |
| 181               | Iván García Cortina (ESP) | 11e               |
| 182               | Imanol Erviti (ESP)       | 64e               |
| 183               | Matteo Jorgenson (USA)    | 65e               |
| 184               | Max Kanter (GER)          | 69e               |
| 185               | Lluís Mas (ESP)           | 71e               |
| 186               | Mathias Norsgaard (DEN)   | AB                |
| 187               | Iván Romeo (ESP)          | AB                |

| Team Flanders-Baloise TFB | Team Flanders-Baloise TFB | Team Flanders-Baloise TFB |
| ------------------------- | ------------------------- | ------------------------- |
| Num                       | Coureur                   | Pos                       |
| 191                       | Ruben Apers (BEL)         | AB                        |
| 192                       | Toon Clynhens (BEL)       | AB                        |
| 193                       | Gilles De Wilde (BEL)     | 26e                       |
| 194                       | Milan Fretin (BEL)        | AB                        |
| 195                       | Alex Colman (BEL)         | AB                        |
| 196                       | Elias Maris (BEL)         | 51e                       |
| 197                       | Ward Vanhoof (BEL)        | 52e                       |

| Israel-Premier Tech IPT | Israel-Premier Tech IPT | Israel-Premier Tech IPT |
| ----------------------- | ----------------------- | ----------------------- |
| Num                     | Coureur                 | Pos                     |
| 201                     | Guillaume Boivin (CAN)  | AB                      |
| 202                     | Giacomo Nizzolo (ITA)   | 41e                     |
| 203                     | Jens Reynders (BEL)     | AB                      |
| 204                     | Guy Sagiv (ISR)         | AB                      |
| 205                     | Tom Van Asbroeck (BEL)  | 44e                     |
| 206                     | Sep Vanmarcke (BEL)     | 16e                     |
| 207                     | Rick Zabel (GER)        | AB                      |

| Uno-X Pro Cycling Team UXT | Uno-X Pro Cycling Team UXT  | Uno-X Pro Cycling Team UXT |
| -------------------------- | --------------------------- | -------------------------- |
| Num                        | Coureur                     | Pos                        |
| 211                        | Alexander Kristoff (NOR)    | 43e                        |
| 212                        | Rasmus Tiller (NOR) (route) | 67e                        |
| 213                        | Kristoffer Halvorsen (NOR)  | 47e                        |
| 214                        | Anders Skaarseth (NOR)      | 21e                        |
| 215                        | Erik Nordsæter Resell (NOR) | 49e                        |
| 216                        | Louis Bendixen (DEN)        | AB                         |
| 217                        | Søren Wærenskjold (NOR)     | AB                         |

| Bingoal WB BWB | Bingoal WB BWB                 | Bingoal WB BWB |
| -------------- | ------------------------------ | -------------- |
| Num            | Coureur                        | Pos            |
| 221            | Louis Blouwe (BEL)             | AB             |
| 222            | Rémy Mertz (BEL)               | 63e            |
| 223            | Karl Patrick Lauk (EST)        | AB             |
| 224            | Matteo Malucelli (ITA)         | AB             |
| 225            | Alexander Salby (DEN)          | AB             |
| 226            | Nathan Vandepitte (FRA)        | AB             |
| 227            | Guillaume Van Keirsbulck (BEL) | 55e            |

| Q36.5 Pro Cycling Team Q36 | Q36.5 Pro Cycling Team Q36 | Q36.5 Pro Cycling Team Q36 |
| -------------------------- | -------------------------- | -------------------------- |
| Num                        | Coureur                    | Pos                        |
| 231                        | Antonio Puppio (ITA)       | 94e                        |
| 232                        | Jack Bauer (NZL)           | AB                         |
| 233                        | Kamil Małecki (POL)        | AB                         |
| 234                        | Matteo Moschetti (ITA)     | AB                         |
| 235                        | Alessandro Fedeli (ITA)    | AB                         |
| 236                        | Tobias Ludvigsson (SWE)    | 88e                        |
| 237                        | Filippo Colombo (SUI)      | 29e                        |

| Human Powered Health HPM | Human Powered Health HPM    | Human Powered Health HPM |
| ------------------------ | --------------------------- | ------------------------ |
| Num                      | Coureur                     | Pos                      |
| 241                      | Stanisław Aniołkowski (POL) | 61e                      |
| 242                      | Alan Banaszek (POL)         | AB                       |
| 243                      | Matthew Gibson (GBR)        | AB                       |
| 244                      | August Jensen (NOR)         | AB                       |
| 245                      | Benjamin Perry (CAN)        | AB                       |
| 246                      | Sasha Weemaes (BEL)         | AB                       |
| 247                      | Stephen Bassett (USA)       | AB                       |